# Joy Gruttmann
Joy Gruttmann (née le 6 décembre 1995 à Gelsenkirchen, Allemagne) est une chanteuse allemande de chansons pour enfants.
Joy Gruttmann est la nièce de la compositrice Iris Gruttmann. Depuis 1999, Joy Gruttmann chante des chansons pour l'émission allemande pour enfants Die Sendung mit der Maus. Son cinquième morceau fut la chanson Schnappi, qu'elle chanta sous le nom de Schnappi, le petit crocodile. Cette chanson atteignit en 2004 le sommet des charts de singles allemands, après qu'elle fut diffusée avec succès sur Internet.